# Caramagna Piemonte
Caramagna Piemonte (Caramagna in piemontese) è un comune italiano di 2 990 abitanti della provincia di Cuneo in Piemonte.

## Geografia fisica
Dista circa 52 chilometri da Cuneo e 36 chilometri da Torino. 
Il suo territorio si trova ad un'altitudine compresa tra i 243 e i 268 m s.l.m.

## Storia
L'antichità del Comune di "Caramagna" è affermata da una lapide romana risalente al terzo o al secondo secolo d.C., rinvenuta nella chiesa parrocchiale, e da alcune tombe e frammenti delle antiche mura del paese, questo a conferma che il territorio era già abitato fin da epoca molto antecedente l'anno mille.

### Primi documenti ufficiali e fondazione del monastero
Caramagna compare per la prima volta nel 1026 in un "diploma" di Corrado II imperatore, re di Germania e d'Italia, che conferma a Bosone e Guido figli di Arduino V, marchese di Torino, la signoria su tutte le terre da essi avute per successione ereditaria o legittimo acquisto, tra cui appunto Caramagna ed il suo castello. Tuttavia, è molto probabile che la Caramagna citata nel diploma (con il nome di Villam novam Caramagnam) fosse in realtà la vicina Carmagnola, mentre Caramagna è da intendersi, nel 1026, già esistente da almeno un secolo.
La fondazione del Monastero di Santa Maria il 28 maggio 1028, per volere del marchese di Torino Olderico Manfredi e Berta sua moglie, accrebbe notevolmente l'importanza del paese, che estese i suoi interessi su tutto il basso Piemonte e in Liguria.
Oderico Manfredi istituì poi erede del monastero direttamente "Dio Onnipotente" affidandone la cura alle monache dell'Ordine di San Benedetto, affinché "dì e notte innalzino preci al nostro Creatore". 
Le monache non sempre seguirono queste indicazioni per cui nel 1444, a causa della loro condotta, vennero sostituite dall'equivalente Ordine maschile, che a sua volta venne sostituito nel 1620 con i Gerolamini.

Conti di Luserna

Marchesi di Saluzzo

Conti di Savoia

Il feudo "caramagnese" dagli Arduino passò nel 1147 a Manfredo I di Saluzzo, poi ai conti di Luserna, al comune di Asti e di nuovo al Marchesato di Saluzzo di Manfredo II.
Nel 1250, con il consenso degli astigiani, Caramagna può darsi un'organizzazione di tipo comunale. Base della nuova struttura di governo è un Consiglio, detto di "Credenza", liberamente eletto. Il consiglio si compone di due sindaci e da altri 20-25 membri con compiti specifici per il comune, tra cui due "massari delle strade", tre "ragionatori", per la definizione delle imposte e, compito ambito, due "estimatori del vino e delle carni", per controllare la qualità delle derrate alimentari.
Nel 1305 Manfredo IV di Saluzzo nominava feudatario il conte Antonio di Biandrate, nel 1374 ne prendeva possesso Amedeo VI di Savoia, poi successivamente Manfredo VI di Saluzzo, i Baroni Miolans, i Saluzzo Cardé ed infine i Saluzzo Miolans Spinola di Garessio.
Nel 1350 la peste fa la sua terribile apparizione; questo flagello colpirà periodicamente Caramagna nei secoli seguenti, portata da forestieri o dagli eserciti che attraversavano nel paese. La peste, le devastazioni causate dagli accampamenti degli eserciti e le carestie porteranno una povertà assoluta, testimoniata nel 1587 da una disposizione comunale che disponeva che "ognuno qual coglierà un pugno d'erba negli altrui prati incorrerà nella pena".

### Venti di guerra
Nei secoli l'abitato di Caramagna venne ripetutamente investito dalle guerre per il possesso della regione. Anche se non vennero mai combattute battaglie nel proprio territorio, il passaggio e la sosta degli eserciti ferirono profondamente il comune lasciando sempre povertà e devastazione. 
Le cronache raccontano del 1544 quando Caramagna fu incendiata e devastata dagli Spagnoli in ritirata e sconfitti nella vicina Ceresole. 
Nel 1690 un esercito di 15.000 Francesi, vincitore sul duca Vittorio Amedeo II nella Battaglia di Staffarda, piombò sul paese derubando e devastando l'abitato.
Il 16 giugno 1706, durante l'assedio di Torino ad opera delle truppe francesi, la corte sabauda fu costretta a fuggire dalla capitale. Il corteo reale era diretto in Liguria e fece tappa a Caramagna; la corte, accolta presso il castello del paese, aveva condotto con sé la preziosa reliquia della Santa Sindone che, durante il breve soggiorno caramagnese, fu posta nella chiesa di Santa Croce . 
Nel 1733 compare la Congregazione di carità che ha fini assistenziali durante i periodi di guerra o carestie.
Nel 1789 la Francia è agitata dalla grande Rivoluzione, il re Vittorio Amedeo III chiede aiuto all'Austria per contrastare i francesi. Nel 1792 un primo contingente di Austriaci si accampa nel paese, seguito da diverse altre divisioni. Questo esercito rimarrà accampato nel paese per 3 anni, 6 mesi e 7 giorni: ci vorranno mesi per riparare i danni.

### Dal risorgimento e Unità d'Italia
Nel 1810 - in seguito a un tracollo finanziario di San Martino d'Agliè - il castello venne venduto a un certo Paolo Gaviglio di Torino che, non riuscendo a sopportare i costi di manutenzione, decise di abbatterlo per reimpiegare e vendere i materiali.
Durante il Risorgimento diversi caramagnesi partecipano alle guerre di indipendenza, ma anche ai moti rivoluzionari. Tra questi Luigi Ornato che, dopo un lungo esilio a Parigi, nel 1832 rientra a Caramagna dove riceve le visite dei patrioti Silvio Pellico, Giacinto Provana di Collegno, Vincenzo Gioberti e Cesare Balbo.
Prima dell'Unità d'Italia Caramagna fu infestata dal fenomeno del brigantaggio, tanto che nel 1819 una stazione di Carabinieri Reali venne stabilita nel paese. 

Molti briganti vennero arrestati, mentre sempre inafferrabile rimaneva tale Domenico Becchio detto "il Dragùn". La paura nel paese era tale che il sindaco Perlo arrivò a farsi scortare per timore di attentati. Le cronache del paese perdono le tracce di questo bandito che entrerà negli annali della storia in un modo insolito, essendo il primo condannato a morte accompagnato al patibolo da don Giuseppe Cafasso, che, proprio per il servizio di "prete della forca", verrà canonizzato nel 1947.
Nel 1898 Caramagna è scelta per essere teatro di esercitazioni dell'esercito sabaudo; tra fine agosto e inizio settembre per sei volte ricevette la visita di re Umberto I che - come ricordano le cronache dichiara, in piemontese "…mi quand' che i m'treuvu sì cun vui autri, a m' s'mia propi d'essi a ca mia". In occasione della prima visita l'amministrazione volle omaggiare il re, dedicandogli una piazza, che in precedenza era detta di Santa Croce.
Anche Vittorio Emanuele III verrà spesso in paese, conquistando la simpatia dei caramagnesi.

### Il Novecento
Importante nel Novecento il fenomeno dell'emigrazione. Tra il 1915 ed il 1918 il paese dà il massimo appoggio a tutti i profughi giunti dalle zone di guerra e un numeroso gruppo di Caramagnesi si arruoleranno e partiranno per il fronte, in primis il sindaco, il capitano Carlo Boetti. I caduti caramagnesi saranno ben 36, nel secondo conflitto mondiale se ne piangeranno 29 ed altri 3 nella successiva guerra di liberazione.

### Simboli
Lo stemma del comune di Caramagna Piemonte è stato riconosciuto con decreto del capo del governo del 28 agosto 1931.

## Monumenti e luoghi d'interesse

### Architetture civili
- Municipio - Sala consiliare, sede amministrativa del comune
- Biblioteca Civica "Luigi Ornato", conserva una preziosa riproduzione della Bibbia di Borso D'Este
- Torre del Vecchio Consiglio, utilizzata per mostre e celebrazioni
- Portici medioevali di via Luigi Ornato, sede di fiere e manifestazioni
- Salone polivalente, usato per incontri, rappresentazioni cinematografiche, teatrali, danza e concerti.

### Architetture religiose
- la Chiesa dell'Assunzione di Maria Vergine, parrocchiale che nella casa canonica annessa conserva una scultura lignea degli inizi del XVI secolo raffigurante Santa Lucia, proveniente dalla vicina Chiesa abbaziale di Santa Maria ed attribuita all'ambito del Maestro della Messa di San Gregorio.[17]
- l'Abbazia di Santa Maria, annessa alla chiesa parrocchiale, della quale sono in corso interventi di recupero storico e funzionale del monumento.
- la Chiesa dell'Arciconfraternita di Santa Croce conserva sull'altare destro un Crocifisso ligneo opera di Carlo Giuseppe Plura.
- la casa della Beata Caterina
- la cappella della casa di riposo San Giuseppe, conserva pala d'altare proveniente dal castello
- la chiesa della Natività di Maria (fraz. Gangaglietti)
- la chiesa di San Lorenzo
- la chiesa di San Rocco. La costruzione della chiesa inizia nel 1630. Quando l'abitato è flagellato con violenza dalla peste "manzoniana" e anche l'ultimo dei medici locali viene colpito dall'epidemia non resta che affidarsi al santo invocato come protettore dalla peste.
- la chiesa di San Martino
- la chiesa di San Biagio
- la chiesa di San Sebastiano
- la cappella della Madonna dei sette dolori, fu fatta erigere subito dopo la I guerra mondiale da tutte le mamme di Caramagna in ricordo dei loro figli caduti per la Patria.
- la cappella della Sacra Famiglia
- la cappella della Trinità
- la cappella di Madonna di Campagna
- la cappella di Sant'Antonio.
- la cappella di San Bartolomeo

### Casa Einaudi di San Damiano Macra
Nel 2012 il Comune di Caramagna acquisisce questo immobile nel comune di San Damiano Macra. Dopo il restauro, completato nell'estate 2014, la casa-vacanze ha aperto i battenti a un variegato numero di ospiti, ospitando ragazzi dei campi scuola, associazioni sportive in ritiro, gruppi di cittadini per gite fuori-porta fino ad essere sede staccata dei corsi dell'Unitre. La struttura è stata denominata "Casa Einaudi" in quanto fu costruita dal nonno dell'ex presidente Luigi Einaudi quando era sindaco del paese della Val Maira.

### Aree sportive e ricreative
Centro sportivo comunale con palazzo dello sport e bocciodromo. Campo di calcio su erba, due campi in erba sintetica, un campetto libero; campo di beach volley.
Di fronte alla struttura palestra privata e centro tennis con campi in terra rossa, erba sintetica e piscina.
Presso la località "Carmagnotta" percorso ginnico all'aperto e area pescatori attrezzata con pedana per disabili e bambini

### Bosco del Merlino
Si estende a circa un km a nord dell'abitato, è costituito da due unità definite rispettivamente Bosco piccolo e Bosco grande. Il bosco è interessante soprattutto per la dotazione delle principali specie arboree ed arbustive autoctone della bassa pianura (farnia, frassino maggiore, carpino bianco) cui si affianca la presenza di alcuni piccoli impianti di noce nero. Oltre che da Caramagna, il bosco è facilmente raggiungibile in bicicletta a partire dal Parco del Castello Reale di Racconigi, seguendo i cartelli dell'itinerario “Bosco del Merlino” del sistema Cyclo Monviso.

## Società

### Evoluzione demografica
Abitanti censiti

### Etnie e minoranze straniere
Secondo i dati Istat al 31 dicembre 2017, i cittadini stranieri residenti a Caramagna Piemonte sono 266, così suddivisi per nazionalità, elencando per le presenze più significative:
1. Romania, 65
2. India, 60
3. Albania, 52
4. Marocco, 28
5. Senegal, 23

## Cultura

### Istruzione

#### Scuole
Sono presenti sul territorio un micronido comunale, la scuola dell'infanzia statale "Ruatti", la scuola primaria statale "L. Ornato" e la scuola secondaria di primo grado statale.

### Eventi
Quarta domenica di settembre, festa della Beata Caterina Mattei.

#### Feste e fiere
- 5 gennaio, "Cous Cous e Bagna Càuda", cena e serata all'insegna di integrazione e intercultura;
- Ultimo weekend di giugno, Festa d'Estate;
- 4ª domenica di settembre, fiera per la festa della Beata Caterina Mattei, patrona di Caramagna insieme a San Biagio;
- Ultima domenica di ottobre, Sagra della Frittella, abbinata al Mercato dell'usato e dell'antiquariato. Degustazione delle frittelle della tradizione locale ma anche con ricette dal Marocco, India, Senegal, Albania.

### Icanton
Da secoli Caramagna è divisa in contrade, chiamate in piemontese canton ([kanˈtʊŋ]): quelli di San Biagio, di San Sebastiano, di San Rocco, di San Lorenzo, di San Martino-Rovarino e della Villa. In occasione della festa del paese ogni contrada sfila con il proprio stendardo e con dei figuranti a rappresentare degli episodi del passato.
Per anni i vari rioni si sono sfidati nel palio del Grana Padano, una corsa a staffetta della piazza della Parrocchia dove il testimone, portato a spalle dai corridori, era una forma di formaggio di circa 30 kg.

## Economia
Fino al 1960 l'economia del paese era prevalentemente agricola (80% degli abitanti) dopodiché, con la modernizzazione delle attrezzature agricole, molti concittadini si dedicarono all'industria e all'artigianato. Oggi solo più il 18% si dedica all'agricoltura, coltivando senza difficoltà gli stessi terreni del passato. La coltivazione produce foraggi che provengono da prati stabili, mentre i campi producono in gran parte mais. Prodotti che consentono una buona produzione di carne (bovini di razza piemontese) e molto latte; le Fattorie Osella ne lavorano oltre 100.000 kg giornalieri. Gli abitanti di Caramagna, in grande maggioranza di origine contadina, si sono dedicati come detto all'industria e all'artigianato creando industrie soprattutto casearie, a ruota seguono quelle metalmeccaniche, produzione di laminati e di imballaggi, aziende artigiane e commerciali.

## Amministrazione
| Periodo        | Periodo                         | Primo cittadino          | Partito                   | Carica  | Note   |
| -------------- | ------------------------------- | ------------------------ | ------------------------- | ------- | ------ |
| 14 giugno 1999 | 14 giugno 2004                  | Andrea Brunetto          | Partito Popolare Italiano | Sindaco | [ 21 ] |
| 14 giugno 2004 | 8 giugno 2009                   | Giovanni Pietro Emanuel  | Centro destra             | Sindaco | [ 22 ] |
| 8 giugno 2009  | 26 maggio 2014                  | Mario Antonio Riu        | Lista civica              | Sindaco | [ 23 ] |
| 26 maggio 2014 | 10 dicembre 2015 causa decesso. | Mario Antonio Riu        | Lista civica              | Sindaco | [ 24 ] |
| 5 giugno 2016  | 5 ottobre 2021                  | Maria Incoronata Coppola | Lista civica              | Sindaco |        |
| 5 ottobre 2021 | in carica                       | Francesco Emanuel        | Lista civica              | Sindaco |        |

### Gemellaggi
Dal 13 ottobre 2001 la città di Caramagna Piemonte è gemellata con la municipalità di Alicia nella provincia di Córdoba (dipartimento di San Justo - Argentina).
Domenica 26 settembre 2010, in occasione dei festeggiamenti patronali per la Beata Caterina Mattei, si è concretizzato nella sala consiliare del Municipio il gemellaggio tra Caramagna Piemonte e Aquilonia, in provincia di Avellino.

## Sport
Il palazzetto dello sport di Caramagna ospita le partite casalinghe della squadra Elledi'Fc società di calcio a 5 che milita in Serie A2 elite girone A. Nel 2023 dalla fusione con la Cld Caramagnese, la società Elledi FC è anche a 11 e milita nel campionato di 2 categoria. Altre associazioni sportive che operano a Caramagna sono: Okinawa Caramagna (Karate), polisportiva Cb sport Caramagna (calcio a 7, calcio a 11 in 3 categoria , atletica, petanca), Bocciofila Caramagnese Vecchio Mulino (bocce), S.P.S.C. La Moglia.